# Carex albicans
Carex albicans är en halvgräsart som beskrevs av Carl Ludwig von Willdenow och Spreng.. Carex albicans ingår i släktet starrar, och familjen halvgräs.

## Underarter
Arten delas in i följande underarter:
- C. a. albicans
- C. a. australis
- C. a. emmonsii